# 豆尔加阴坡遗址
豆尔加阴坡遗址，位于中国青海省互助县五峰乡豆尔加阴坡村，为第三批青海省文物保护单位，公布日期为1959年3月16日，类型为古遗址。
豆尔加阴坡遗址的历史年代为卡约文化。